# Jürgen Aring
Jürgen Aring (* 2. Juli 1961 in Salzkotten) ist ein deutscher Geograph und Stadtplaner. Seit 2015 leitet er als Vorstand den vhw – Bundesverband für Wohnen und Stadtentwicklung.

## Werdegang
Aring studierte bis 1987 Geographie, Bau- und Planungsrecht, Soziologie, Ökonomie und Städtebau in Münster und Oslo und arbeitete anschließend im DFG-Forschungsprojekt „Krisenregion Ruhrgebiet“. Ab 1989 betreute er für das Beratungsunternehmen empirica Stadtentwicklungsprojekte in nahezu allen deutschen Stadtregionen.
1999 wurde Aring an der Universität Oldenburg im Fachgebiet Stadt- und Regionalplanung zum Dr. rer. pol. promoviert. Seine Forschungs- und Beratungstätigkeit setzte er ab 2002 mit dem von ihm selbst begründeten Büro für angewandte Geographie fort.
2005 wurde Aring zum ordentlichen Professor für Stadt- und Regionalplanung an der Universität Kassel berufen, wo er bis 2012 tätig war. 2011 hatte er eine Gastprofessur an der Eidgenössischen Technischen Hochschule Zürich inne und 2012 bis 2014 eine Vertretungsprofessur für Raumwirtschaftspolitik an der Technischen Universität Dortmund.
2015 übernahm Aring die Leitung des vhw – Bundesverband für Wohnen und Stadtentwicklung.

## Arbeitsschwerpunkte
Seit Beginn seiner Berufstätigkeit verbindet Aring wissenschaftliche Forschungsarbeit mit der praktischen Begleitung von Entwicklungsprojekten in Städten und Regionen. Arings thematische Schwerpunkte reichen dabei von Wohnungs- und Bodenmarkt- über Suburbanisierung und regionale Kooperation bis zur Bewältigung des demografischen Wandels in dünn besiedelten Räumen mit Bevölkerungsrückgang und der Gestaltung von Bildungslandschaften.
Arings Arbeit ist geprägt durch den Perspektivwechsel zwischen den Handlungsebenen Quartier, Stadt und Region sowie der Verknüpfung scheinbar gegenteiliger Prozesse wie Metropolisierung und Peripherisierung. U. a. betreute Aring die Entwicklung der 2006 von der Ministerkonferenz für Raumordnung beschlossenen Leitbilder und Handlungsstrategien für die Raumentwicklung in Deutschland.

## Mitgliedschaften
Aring ist seit 2010 Mitglied im Beirat für Raumentwicklung beim Bundesministerium für Verkehr und digitale Infrastruktur. Er ist Mitglied der Akademie für Raumforschung und Landesplanung (ARL), der Deutschen Akademie für Städtebau und Landesplanung (DASL) und des Deutschen Verbands für Angewandte Geographie (DVAG).

## Veröffentlichungen (Auswahl)
- Integration hoch zwei – Bildungslandschaften und Stadtentwicklung verknüpfen. In: Forum Wohnen Stadtentwicklung 3/2014, S. 115–120
- Inverse Frontiers – Selbstverantwortungsräume. In: Faber, Kerstin u. Philip Oswalt (Hrsg.): Raumpioniere in ländlichen Regionen. Neue Wege der Daseinsvorsorge. Spector Books, Leipzig 2013, ISBN 978-3940064585
- Europäische Metropolregionen. Annäherungen an eine raumordnerische Modernisierungsstrategie. In: J. Knieling (Hrsg.): Metropolregionen. Innovationen, Wettbewerbsfähigkeit, Handlungsfähigkeit. Hannover 2009 (= ARL Forschungs- und Sitzungsberichte Bd. 231),
- mit Iris Reuther (Hrsg.): Regiopolen. Die kleinen Großstädte in Zeiten der Globalisierung. JOVIS-Verlag, Berlin, 2008, ISBN 978-3939633396
- mit Manfred Sinz: Neue Leitbilder der Raumentwicklung in Deutschland. Modernisierung der Raumordnung im Diskurs. In: disP 2/2006
- Suburbia – Postsuburbia – Zwischenstadt. Die jüngere Wohnsiedlungsentwicklung im Umland der großen Städte Westdeutschlands und Folgerungen für die Regionale Planung und Steuerung. Hannover 1999 (= ARL Arbeitsmaterial Bd. 262)